# Mohammed Al-Fassi
Mohammed Al-Fassi (* 1952 in Marokko; † 24. Dezember 2002 in Kairo) war ein saudi-arabisch-marokkanischer Geschäftsmann.

## Leben

### Frühe Jahre
Mohammed war der älteste Sohn des marokkanischen Händlers Shams al-Din Abdullah Al-Fassi und dessen Frau Faisa. Er hatte drei Brüder (Allal, Mustafa, Tarek) und zwei Schwestern. Als er 10 Jahre alt war, ging die Familie nach Saudi-Arabien. Sein Vater war einer der Hoflieferanten der dortigen Königsfamilie, was die Familie reich machte. Seine damals 20-jährige Schwester Hind Al-Fassi verlobte sich 1973 mit dem saudi-arabischen Prinzen Turki ibn Abd al-Aziz, einem der 44 Söhne des Königs Abd al-Aziz ibn Saud und Bruder des späteren Königs Fahd ibn Abd al-Aziz.
Allerdings galt bereits sein Vater nicht als Freund der gesamten saudischen Herrschaft an sich, da er ein Gegner der Verwestlichung war. Da Kritik am Königshaus bis heute unter Strafe steht, kam es 1970 zu einer kurzzeitigen Inhaftierung des Vaters. Der Name AL-Fassi war derartig in der Königsfamilie verrufen, das Fahd ibn Abd al-Aziz mit seinem Wagen in unbefestigtes Gelände raste und dort einen Unfall hatte, nachdem sein Bruder ihm von seinen Heiratsplänen erzählt hatte. Prinz Turki war damals Vizeminister der Verteidigung und strebte die Hochzeit mit der Tochter eines politisch Verurteilten an. Ab diesem Zeitpunkt begann die Wanderschaft des AL-Fass-Turki-Clans durch die Hotels der Welt.
Durch die Ölkrise von 1973 wuchs auch der Reichtum des Al-Fassi-Turki-Clans ins gigantische. Bis 1978 verfügte allein Al-Fassi über Wohnungen in London, Spanien und Saudi-Arabien, besaß zwei eigene Boeing 707, 36 Autos und eine Yacht im Wert von 15 Mio. US-Dollar. Al-Fassi war vernarrt in Tiere aller Art. Er unterhielt neben seinen 26 Pferden einen kompletten Zoo in Saudi-Arabien.

### Whittier Mansion
Allgemein bekannt wurde Mohammed Al-Fassi 1978 durch den Kauf einer Villa, dem sogenannten „Whittier Mansion“ des kalifornischen Ölpioniers Max Whittier, in Beverly Hills für 2,4 Mio. US-Dollar. Mit der Villa erregte Al-Fassi den Unmut der Nachbarn, da Al-Fassi es nicht nur grün angestrichen ließ, sondern auch italienische Statuen auf dem Anwesen ausgestellt hatte, an denen die Genitalien eindeutig zu erkennen waren. 1980 brannte das Haus durch Brandstiftung ab.
Beim Verkauf der Villa half Alvin Malnik; im April 1980 hatte sich dieser mit Mitgliedern der saudi-arabischen Königsfamilie getroffen und wurde für die Zeitdauer von vier Jahren zum Finanzberater von Mohammed Al-Fassi und Turki Bin-Azis Al-Saud. Dessen Sohn 'Mark Malnik', heiratete 1982 Sheika Hoda Al-Fassi, eine Tochter von Mohammed Al-Fassi, in Miami. Bis Dezember 1980 waren dann alle genannten auf einer gemeinsamen Weltreise. Mark Malnik änderte seinen Namen in Shareef Malnik ab.
Hintergrund des Verkaufs der Villa war auch seine Scheidung von der 24-jährigen Italienerin Dena Bilinelli („Sheika Dena Al-Fassi“), die Al-Fassi 1975 in London kennengelernt, geheiratet hatte und von der er sich 1983 scheiden ließ, was ihr rund drei Milliarden US-Dollar einbrachte, die Hälfte des Vermögens des damals 28-jährigen Al-Fassi. Dieser hatte zunächst versucht sich Zahlungen und Unterhalt an seine Ehefrau und den vier Kindern zu entziehen, was zu einigen Bußgeldern und sogar zur Haft in einem Gefängnis in Florida führte.
Grund der Scheidung war seine Liebe zu dem jungen US-amerikanisches Model Victoria, die er nach arabischen Brauch noch vor der Scheidung geheiratet hatte, die jedoch nach wenigen Wochen flüchtete. Victoria gab an geschlagen und gegen ihren Willen festgehalten worden zu sein; ähnliches gab Ehefrau Dena später bei ihrer der Scheidung an.

### Konflikt mit dem Königshaus
Mohammed Al-Fassi kehrte in den Mittleren Osten zurück; wie sein Vater und sein Schwager Prinz Turki wurde Mohammed in Saudi-Arabien ebenfalls zu einer unerwünschten Person. Er kritisierte die saudische Königsfamilie öffentlich in einigen Radiointerviews in Bagdad. Hintergrund war die Positionierung der saudischen Königsfamilie nach der Besetzung Kuwaits 1990 durch den Irak, welche den Zweiten Golfkrieg auslöste. 1991 wurde Al Fasi in Jordanien verhaftet und nach Saudi-Arabien abgeschoben. Seine Kritik brachten ihm eine Haft von drei Jahren ein, die er größtenteils als Hausarrest verbüßen durfte. Er wurde aus Saudi-Arabien ausgewiesen und ging nach Kairo. 2001 wurde er von der dortigen Polizei festgenommen und inhaftiert. Auch seine Frau Samia wurde festgesetzt; beiden wurde der Schmuggel mit Antiquitäten und Artefakten vorgeworfen.
2002 starb Al-Fassi an einer Leberinfektion in einem Krankenhaus in Kairo.

## Nachlass
Mohammed al-Fassi hinterließ drei Frauen und sieben Kinder. Auch die Familie seiner Schwester Prinzessin Hind Al-Fassi und Prinz Turki Bin Abdul Aziz Al-Saud waren nach Kairo gegangen. Prinz Turki wurde bis heute nicht rehabilitiert.